# Alfred I. zu Windisch-Graetz
Fürst Alfred Candidus Ferdinand zu Windisch-Graetz (zeitgenössische Aussprache mit [a:]) (* 11. Mai 1787 in Brüssel; † 21. März 1862 in Wien) war ein österreichischer Feldmarschall.

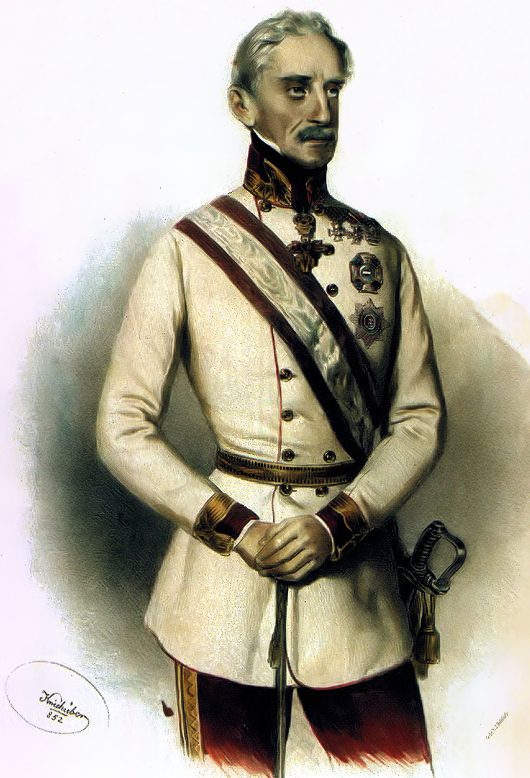
Fürst Alfred zu Windisch-Graetz

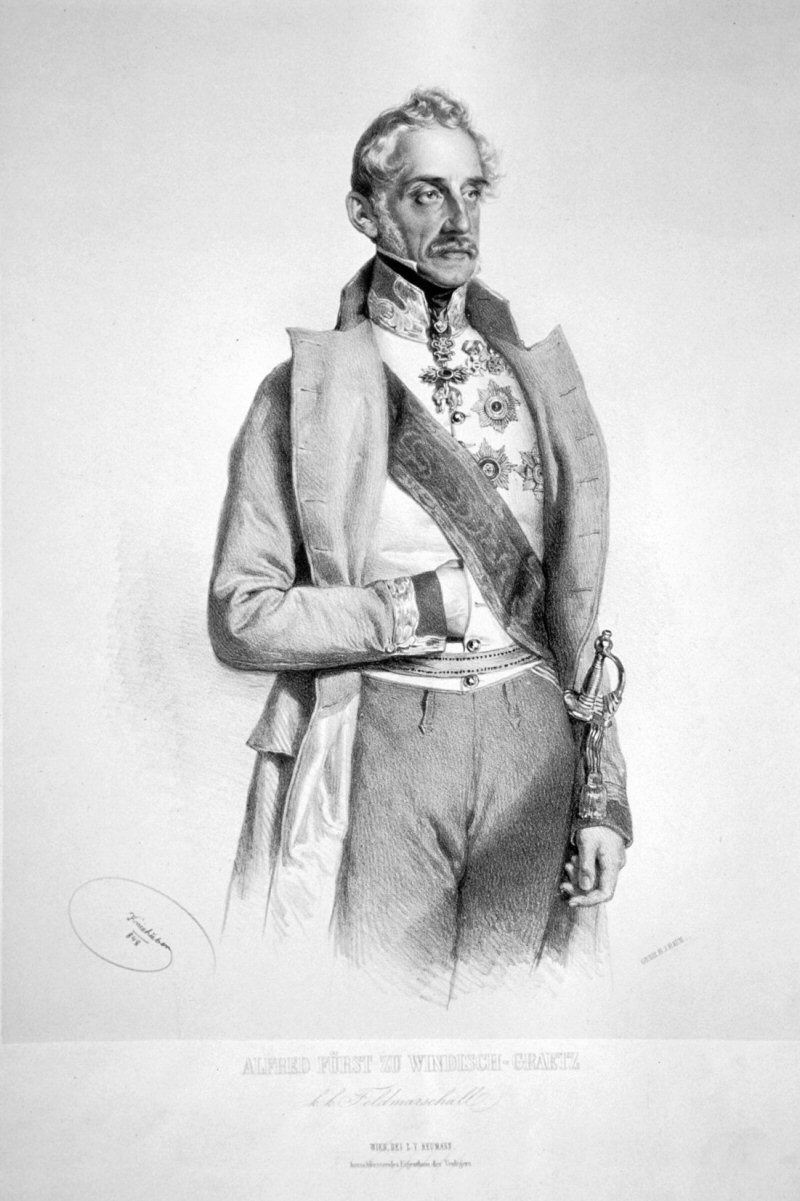
Fürst Alfred zu Windisch-Graetz, Feldmarschall, Lithographie von Joseph Kriehuber 1848

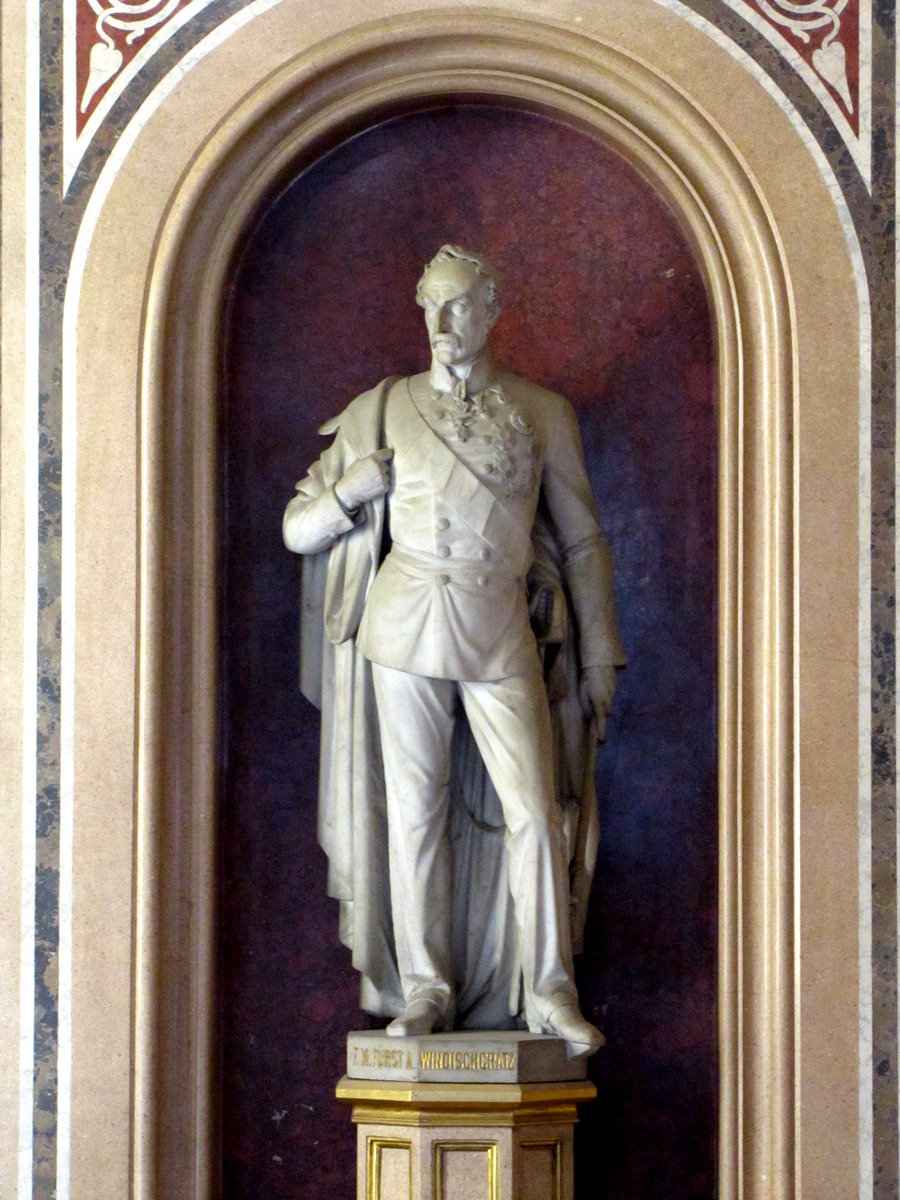
Statue im Heeresgeschichtlichen Museum.

## Leben
Im Jahre 1574 erhielt die Familie Windisch-Graetz das Inkolat in Böhmen. Damit verbunden war die Befähigung zum Erwerb landtäflicher Güter, das Recht zur Teilnahme an den Landtagen und zur Bewerbung um Ämter, die den Mitgliedern der Landstände vorbehalten waren. Familiensitz wurde Tachau (Tachov) u. a. mit den Gütern Kladruby, Steken und Mladejovice. Reichsgraf Joseph-Niklas zu Windisch-Graetz (1744 bis 1802) hatte am 12. Mai 1781 die Herrschaft Tachau gekauft.
Alfred I. Fürst zu Windisch-Graetz wurde im Alter von 17 Jahren im Juni 1804 Oberlieutenant im 2. Ulanenregiment Schwarzenberg. Er nahm am Dritten, Fünften und Sechsten Koalitionskrieg gegen Napoleon teil. Während des Wiener Kongresses weilte er in Wien. Am 15. Juni 1817 heiratete er im südböhmischen Frauenberg Eleonore Prinzessin zu Schwarzenberg und hatte mit ihr sieben Kinder.
Am bekanntesten ist seine Rolle während der Niederschlagung der demokratischen Revolution im Kaiserreich Österreich in den Jahren 1848 und 1849, die ihn bei Liberalen und Demokraten zu einer berüchtigten Person machte. Als Stadtkommandant von Prag befehligte er 1848 die Niederschlagung des Pfingstaufstands in Prag (bei dem seine Frau durch eine fehlgeleitete Kugel getötet und sein Sohn Alfred verwundet wurde). Friedrich Engels, der in der Neuen Rheinischen Zeitung von den Geschehnissen in Böhmen berichtete, fügte hinzu: „Die österreichische Soldateska hat die Möglichkeit eines friedlichen Zusammenbleibens von Böhmen und Deutschland im tschechischen Blute erstickt.“
Während des Wiener Oktoberaufstands wurde Windisch-Graetz vom österreichischen Kaiser das Oberkommando übertragen. Am 31. Oktober 1848 drang das Militär unter seiner Führung in Wien ein und verhalf der Gegenrevolution zum Sieg. Etwa 2000 Tote und erhebliche Verwüstungen waren das Ergebnis. Die standrechtliche Erschießung des Abgeordneten der Frankfurter Nationalversammlung Robert Blum rief dabei große Empörung hervor.
Seine Rolle während des ungarischen Unabhängigkeitsaufstands im März 1849 ist umstritten. Um den Aufstand niederzuschlagen, marschierte eine kaiserliche Armee unter Windisch-Graetz in Ungarn ein und besiegte die Ungarn in der Schlacht bei Kápolna. Am 10. April 1849 musste sich die österreichische Armee dann vor dem mit Freischaren und polnischen Emigranten verstärkten Revolutionsheer zunächst zurückziehen. Nach Meinungsverschiedenheiten mit dem Kriegsministerium wurde Windisch-Graetz von Kaiser Franz Joseph I. am 12. April 1849 abberufen und durch Ludwig Freiherr von Welden ersetzt, woraufhin er sich auf seine Güter in Böhmen zurückzog.
Er erfüllte noch verschiedene diplomatische Missionen, wurde 1859 als Kommandant der Bundesfestung und Gouverneur in Mainz und 1861 Mitglied des österreichischen Herrenhauses.
Alfred I. Fürst zu Windisch-Graetz starb am 21. März 1862 in Wien und wurde – wie schon 1848 seine Frau Eleonore – in der Tachauer Familiengruft in der Wenzelskirche beigesetzt. 1886 wurde auch sein Sarg in die neue Familiengruft in der Klosterkirche Mariä Himmelfahrt des Klosters Kladruby überführt. Die Klosterkirche zählt zu den schönsten Bauten Böhmens und entstand als romanische Basilika während des 12. Jahrhunderts. Das heutige Aussehen im Stil der sogenannten „barocken Gotik“ gestaltete in den Jahren 1712 und 1726 der böhmische Architekt Jan Blazej Santini-Aichel.

## Wohnsitze

### Schloss Tachau/Tachov

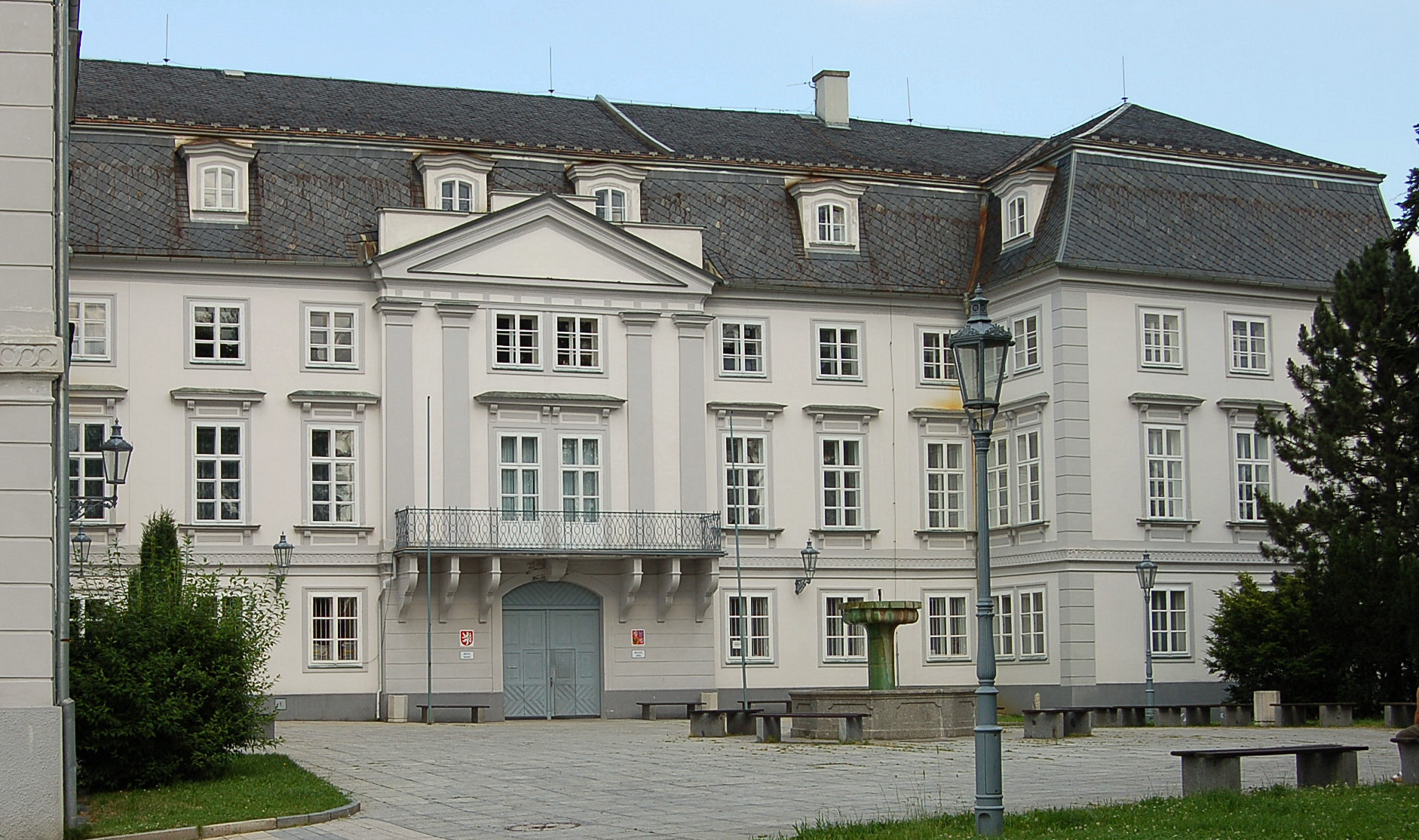
Tachov, ehemaliges Schloss Windisch-Graetz

In die Zeit der Herrschaft der Familie Windisch-Graetz fällt unter anderem der völlige Umbau des Tachauer Schlosses in den heutigen klassizistischen Baustil, womit 1787 begonnen wurde. Im nahegelegenen Stadtteil Heiligen (Světce) plante Alfred I. zu Windisch-Graetz anstelle der Klosterkirche ein großes Schloss, wobei diese Planung niemals zu Ende geführt wurde. Bis zum Ende des 19. Jahrhunderts war anstelle der barocken Klosterkirche ein in den Ausmaßen beeindruckendes Bauwerk mit neuromanischer Fassade und Türmen entstanden. Nach dem Tod des Fürsten Alfred I. zu Windisch-Graetz führte sein Sohn die Arbeiten am Schloss nicht weiter fort, so dass das Gebäude in den nächsten Jahrzehnten zunehmend verfiel. Erhalten geblieben ist aber die benachbarte Reithalle. Die 1859 fertiggestellte zweitgrößte Reithalle Europas wurde inzwischen restauriert und dient heute als Aufführungsort der bayerisch-böhmischen Festspiele im Rahmen des Kultursommers Bärnau – Tachov auf tschechischer Seite.

### Schloss Kladrau/Kladruby

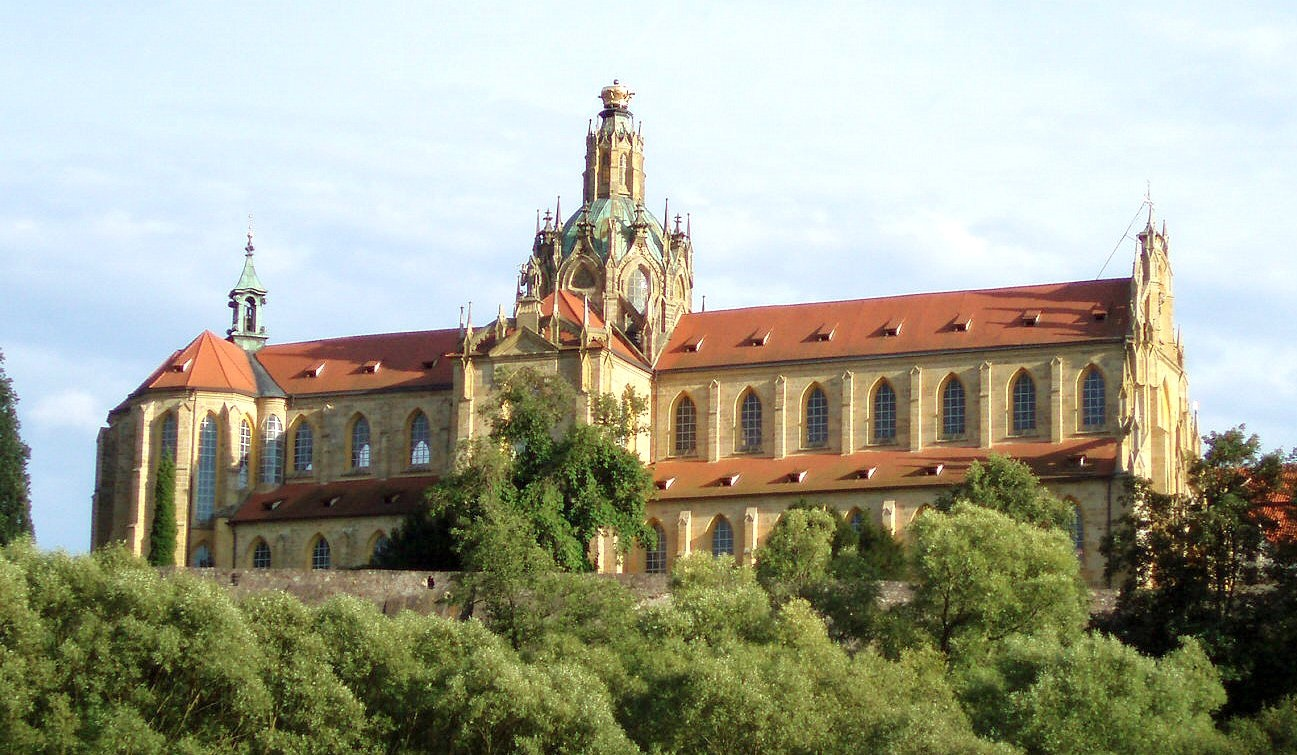
Kloster Kladruby

Das im Jahre 1785 säkularisierte Kloster Kladruby bei Kladruby (deutsch: Kladrau) im heutigen Tschechien kaufte Windisch-Graetz 1825 samt Großgrundbesitz, wobei ein Teil des Kaufpreises wegen seiner Verdienste um die österreichische Monarchie nicht bezahlt werden musste. Hauptsitz der Familie blieb zunächst das nahegelegene Städtchen Tachau (Tachov). In Kladrau wurde im Jahre 1864 im ehemaligen klösterlichen Konvent eine Brauerei errichtet. Als die Familie nach dem Ersten Weltkrieg im Zuge der Bodenreform den Besitz in Tachov verlor, zog Ludwig Aladar von Windisch-Graetz nach Kladruby um und errichtete hier eine umfangreiche Bibliothek sowie das Familienarchiv. Im Jahre 1945 ging auf Grund der Beneš-Dekrete das Kloster Kladruby in Staatsbesitz über.

## Ehe und Kinder
Fürst Alfred zu Windisch-Graetz vermählte sich am 15. Juni 1817 zu Frauenberg (Hluboká nad Vltavou) mit Marie Eleonore Prinzessin zu Schwarzenberg (* 21. September 1796 in Wien; † 12. Juni 1848 in Prag). Sie war eine Tochter von Joseph II. 6. Fürst zu Schwarzenberg, Herzog zu Krumau, (* 27. Juni 1769 in Wien; † 19. Dezember 1833 in Hluboká nad Vltavou (Frauenberg) in Böhmen, begraben zu Třeboň (Wittingau) in Böhmen) und dessen Gemahlin Prinzessin und Herzogin Pauline Caroline von Arenberg (* 2. September 1774; † 2. Juli 1810)
Kinder:
- Alfred II. zu Windisch-Grätz 2. Fürst zu Windisch-Graetz (1862–1876) (* 28. März 1819 in Wien; † 28. April 1876 in Tachov), ⚭ 19. Oktober 1850 Prinzessin Maria Hedwig (Wixa) von Lobkowitz (* 15. September 1829 in Lemberg (Lwow); † 19. Oktober 1852 in Tachov),
- Prinz Leopold Viktorin Weriand (* 24. Juli 1824; † 3. Oktober 1869 in Inselthal)
- Prinz August Josef Nikolaus (* 24. Juli 1828 in Prag; † 29. August 1910 in Schwarzenbach), k. u. k. Geheimer Rat u. Kämmerer, Oberstsilberkämmerer u. Feldmarschallleutnant. ⚭ 2. Juni 1853 Gräfin Wilhelmine von Nostitz – Rieneck (* 23. April 1827; † 25. April 1897)
- Prinz Ludwig Josef Nikolaus (* 13. Mai 1830 in Wien; † 14. März 1904 in Wien), Erbliches Mitglied des ungarischen Oberhauses, k. u. k. Geheimer Rat, General der Kavallerie, Truppeninspektor, Inhaber des 90. Inf.-Reg. Ritter des Ordens vom Goldenen Vlies etc. ⚭ 8. Februar 1870 in Pressburg (Bratislava) Gräfin Valeria Dessewffy v. Csernek u. Tárkö (* 8. Oktober 1843 in Budapest; † 11. Juli 1912 in Sárospatak)
- Prinz Joseph Aloys Niklas (* 22. Juni 1831 in Prag; † 18. Oktober 1906 in Wien), k. u. k. Geheimer Rat u. Kämmerer, General der Kavallerie u. Kapitän der Ersten Arcieren-Leibgarde, Inhaber des 11. Husarenregiments, ⚭ 24. September 1866 in Berlin Maria Taglioni “die Jüngere”, Prima Ballerina des Berliner Staatsballetts (* 27. Oktober 1833 in Berlin; † 27. August 1891 Neu-Aigen bei Tulln (Niederösterreich))
- Prinzessin Aglei Leopoldine Pauline (* 27. März 1818; † 6. Juli 1843)
- Prinzessin Mathilde Eleonore Aglei (* 5. Dezember 1835 in Prag; † 30. Juni 1907 in Lieszko bei Gablonz), k. u. k. Palastdame u. Sternkreuzordensdame, ⚭ 12. September 1857 in Wien ihren Cousin, den Erbprinzen Karl Vinzenz zu Windisch-Grätz (* 19. Oktober 1821; †  in der Schlacht von Solferino am 24. Juni 1859)

## Ehrungen
- Das österreichische Dragoner-Regiment Nr. 14, dessen Inhaber er seit 1835 war, trug bis zum Ende der Monarchie 1918 seinen Namen.
- Der 1867 vom Militärkapellmeister Anton Mahr komponierte Windisch-Grätz-Marsch ist ihm gewidmet.

## Rezeption
Durch die kaiserliche Entschließung von Franz Joseph I. vom 28. Februar 1863 wurde Alfred I. Fürst zu Windisch-Graetz in die Liste der „berühmtesten, zur immerwährenden Nacheiferung würdiger Kriegsfürsten und Feldherren Österreichs“ aufgenommen, zu deren Ehren und Andenken auch eine lebensgroße Statue in der Feldherrenhalle des damals neu errichteten k.k. Hofwaffenmuseums (heute: Heeresgeschichtliches Museum Wien) errichtet wurde. Die Statue wurde 1866 vom Bildhauer Raimund Novak (1827–1879) aus Carrara-Marmor geschaffen, gewidmet wurde sie von Kaiser Franz Joseph selbst.